# Heros von Borcke
Johann August Heinrich Heros von Borcke (23 juillet 1835 - 10 mai 1895) est un officier de cavalerie ("rittmeister") prussien et un officier de l'armée des États confédérés. Sa prestance et son courage font de lui un personnage historique aussi bien en Prusse que dans la Confédération.

## Jeunesse
Il naît d'une famille (de) de junkers poméraniens documentée dès le XIIIe siècle, et qui compte parmi ses membres de nombreux hommes de guerre de haut rang (dont des généraux et un "Generalfeldmarschall"), et aussi une noble dame condamnée pour sorcellerie (« Sidonia von Borcke », exécutée en 1620).
Theodor von Borcke (de) (1805-1878), qui est lieutenant d'infanterie dans l'armée prussienne puis en quitte les rangs (un an après la naissance de son fils) pour faire valoir ses domaines en "Gutbesitzer" (grand propriétaire traditionnel), donne à l'enfant un prénom prédestinant : « Héros »
Le jeune homme termine ses études dans un « gymnasium » réputé près de Berlin. Force de la nature (il mesurait 1,98 m et pesait 115 kg), il s'engage dans les cuirassiers de la Garde du corps du roi de Prusse. Il passe ensuite au 2e régiment de dragons (pl), et est nommé lieutenant en 1862.

## Son engagement aux côtés des Confédérés

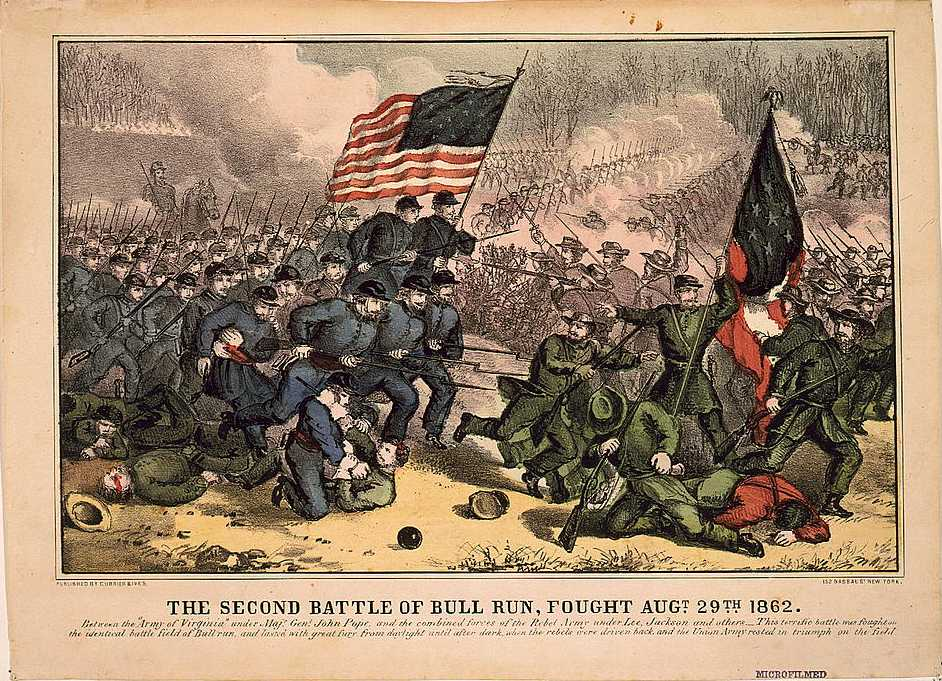
Lithographie de Currier & Ives (New-York 1862) tendant à diffuser la notion que lors de la Seconde bataille de Bull Run les Fédéraux, drapeau déployé, ont chargé en bon ordre les Confédérés qui perdaient pied et les ont écrasés. Ce genre d'image naïve (bien plus que la photographie, technique encore débutante, et qui ne montrait le plus souvent que des images a posteriori de champs de bataille désolés) a dû pousser de nombreux hommes à s'engager.

Cet engagement fut motivé par les premiers revers (capture de Fort Henry, Tennessee, par Ulysses S. Grant - Combat de Hampton Roads) que les Confédérés subissaient en 1862 après leur marche triomphale de 1861, qui avait été marquée par les victoires confédérées de Fort Sumter, de la première bataille de Bull Run, de la bataille de Sept Jours et de la bataille de Ball's Bluff.
Il devenait donc évident que la mise en route de la machine de guerre industrielle de l'Union menaçait d'annihiler l'économie de la Confédération  basée presque uniquement sur l'exploitation d'une main-d'œuvre servile dans des latifundia.
Par ailleurs les cultures de l'aristocratie prussienne et des grands propriétaires sudistes avaient des analogies par leurs côtés colonisateur et oligarchique : en Prusse, le servage ne fut aboli officiellement qu'en 1807 (et de facto entre 1811 et 1823).
De plus, les Confédérés avaient en Europe la réputation d'être plus « ritterlich » ou "chivalrous"  (chevaleresques) que les « Yankees », ce qui ne pouvait manquer de séduire un cavalier issu d'une vieille lignée d'aristocratie terrienne.
Il n'est donc pas étonnant qu'un rejeton de la caste des junkers (caste qui fut le soutien de la monarchie prussienne et défendit au long des siècles les valeurs traditionnelles nationalistes et militaires du « vaterland ») ait trouvé normal d'aller se joindre aux rangs des combattants confédérés.
Enfin les voyages en Amérique d'Alexandre de Humboldt tenaient une grande place dans les mémoires des jeunes prussiens et créaient chez eux une fascination pour le Nouveau Monde : il y a eu une importante immigration allemande aux États-Unis au XIXe siècle.

## Campagnes en Dixieland

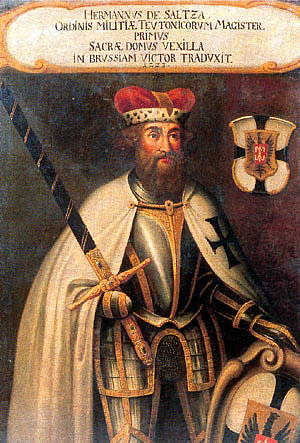
Hermann von Salza, 4e grand-maître de l'Ordre des Chevaliers Teutoniques (1209-1239) et son épée.

Ayant demandé sa mise en congé de l'armée prussienne, le jeune géant débarque en mai 1862 à Charleston d'un forceur de blocus, arrive à Richmond, capitale de la Confédération, se présente à l'état-major sudiste et finit par obtenir du Secrétaire d'État à la guerre George W. Randolph l'affectation (avec le grade de capitaine-aide de camp) à la suite du flamboyant major général de la cavalerie James Ewell Brown Stuart. Jeb Stuart teste le prussien, qui devient rapidement son ami intime et l'accompagne sur les champs de bataille : Campagne de Virginie du Nord, Campagne du Maryland, raid du « contournement de l'armée de McClellan », Bataille de Fredericksburg, Bataille de Chancellorsville, Bataille de Kelly's Ford.
Von Bocke, outre sa stature, son courage et sa force physique, impressionne par l'aisance avec laquelle il manie une grande épée droite (digne successeur de celles des Chevaliers Teutoniques).
Il a en effet apporté dans ses bagages sa « pallasch », son sabre droit de cavalerie Modèle 1816 et le porte au côté, tant comme symbole de son hérédité chevaleresque que pour respecter sa formation de cuirassier : elle lui avait appris l'importance de l'énergie cinétique et la supériorité de la frappe en estoc lors d'une charge.
Ce sabre (conservé aujourd'hui au Capitole de Richmond, en Virginie, dut surprendre les cavaliers américains qui ne pratiquaient pas la tactique des charges massives de cavalerie et avaient déjà pour les missions qui leur étaient dévolues (reconnaissance, harcèlement et éventuellement combat rapproché) pratiquement abandonné l'arme blanche. Ils trouvaient de loin préférables les armes à feu modernes, soit courtes et à répétition (du type revolver), soit très dispersantes, comme le fusil de chasse, capable aussi par sa puissance d'impact d'abattre à bout portant un ennemi même lancé au galop.
Un autre soldat européen, Arthur Fremantle, jeune capitaine des Coldstream Guards de la reine Victoria du Royaume-Uni venu en 1863 observer la guerre de Sécession, notera plusieurs fois dans son "diary" que les cavaliers américains négligent absolument le sabre : ils ne cherchent pas le corps à corps, s'étonne-t-il, mais s'arrêtent à une quarantaine de "yards" (environ 30 mètres) de l'ennemi, et utilisent alors leurs revolvers et leurs fusil de chasse. Et Fremantle de noter aussi que la plupart n'ont même pas de sabre, ou bien le portent "coincé entre la selle et la cuisse gauche, ce qui est comique".
L'association de Jeb Stuart, le « Dandy Dragoon » et de von Borcke, le « Giant Gray », ne tarde pas à frapper les esprits, tant chez les Unionistes que chez les Confédérés. Von Borcke est promu au grade de « major » en août 1862. Jeb Stuart se fait représenter par son ami von Borcke lors des funérailles solennelles à Richmond de John Pelham (officier d'artillerie), le "Gallant Pelham", jeune chef de son artillerie montée, qui avait été tué lors de la Bataille de Kelly's Ford, le 17 mars 1863.

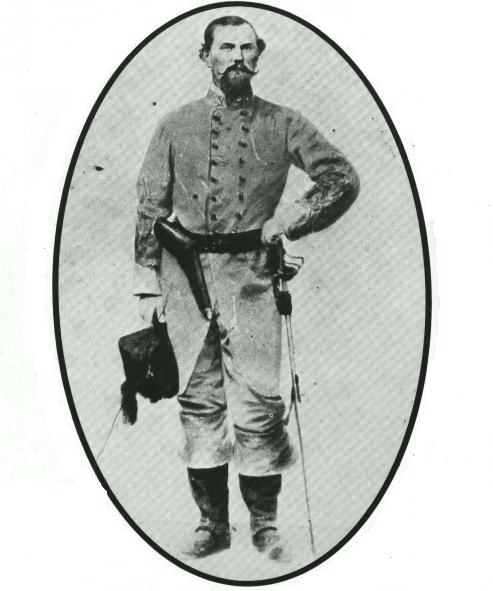
Alors que la photo précédente, (prise dans un décor de studio) montrait von Borcke en grand uniforme, celle-ci le montre en tenue de combat : gros revolver dans l'étui de ceinture, et la main sur la garde d'un grand sabre (distance plancher-crête iliaque évaluée à I05 cm), qui ressemble plutôt à une latte de cuirassier français…

Les exploits de von Borcke pendant les campagnes de Virginie du Nord et du Maryland, et la renommée que les correspondants de guerre (et les opérateurs de la photographie débutante) lui acquirent dans les journaux Confédérés et Européens, augmentaient le prestige de la cause confédérée, et remplissaient les Prussiens de fierté.
En effet la modernité de la guerre de Sécession se retrouve jusque dans l'utilisation de la propagande, et la cavalerie, arme de prestige, y participait puissamment.
C'est ainsi que le 5 juin 1863, près de Brandy Station (Virginie), après la Bataille de Chancellorsville, la cavalerie de Jeb Stuart, pour fêter la victoire confédérée, offre avec éclat un genre de « fantasia » à la « high society » sudiste (et à la presse) : après que Jeb Stuart et son état-major, foulant des roses jetées par des enfants sur leur passage, aient salué les spectateurs, les cavaliers gris, au triple galop, tirant au revolver (à blanc) et poussant leur fameux « rebell yell » prirent d'assaut une « redoute nordiste » qui faisait feu (à blanc) de toutes ses pièces. Le tout sous les applaudissements frénétiques de l'assistance massée dans des tribunes, où d'ailleurs les dames s'évanouissaient en grand nombre. Et comme le généralissime Robert Lee n'avait pu assister à la grande revue du 5 juin, une autre eut lieu le 8 juin, ce qui (associé aux festivités consécutives…) acheva d'épuiser les hommes et leurs montures.
Mais ce déploiement de forces attire l'attention des espions fédéraux du général Joseph Hooker, et son adjoint Alfred Pleasonton, voyant là l'occasion de recommencer (avec cette fois plus d'atouts) la tentative de Kelly's Ford, fait traverser le Rappahannock à une importante force combinée associant cavalerie et infanterie. Le 9 juin 1863 à l'aube, les cavaliers gris sont réveillés par les troupes unionistes, et tout leur panache et leurs charges répétées (Brandy Station est selon les commentateurs américains la plus grande bataille de cavalerie de la guerre, qui signe la fin de la suprématie des cavaliers confédérés) n'ont comme résultat que d'écarter l'adversaire qui néanmoins les fixe sur place, les empêchant de jouer leur rôle d' « yeux et oreilles de l'armée » de Lee, alors qu'il entamait la campagne de Gettysburg. Du reste, au cours de cette campagne, Jeb Stuart, après avoir été harceler les faubourgs de Washington, ne peut qu'empêcher le nordiste George Gordon Meade de poursuivre les Confédérés qui se replient après Gettysburg.

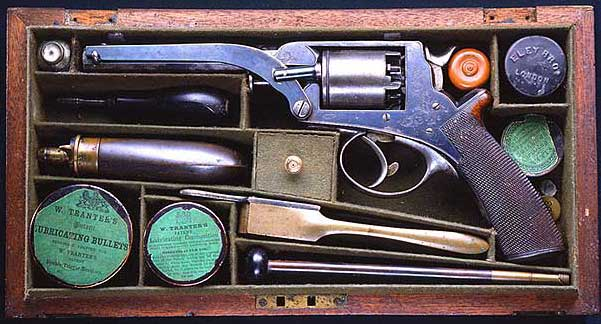
Au Smithsonian Institute est exposé un coffret contenant un revolver Tranter qui fut offert (la plaque gravée l'atteste) à Jeb Stuart par von Borcke en juin 1863.

Au début de la Campagne de Gettysburg, lors de la Bataille de Middleburg (17 juin 1863), von Borcke reçoit une balle à la base du cou. Sa convalescence dure plusieurs mois.
Von Borcke reprend les armes au printemps 1864, et il assiste à la Bataille de Yellow Tavern (11 mai 1864) contre la cavalerie de Philip Sheridan, pendant laquelle Jeb Stuart est mortellement blessé d'une balle.
En décembre 1864, le président de la Confédération Jefferson Davis nomme von Borcke lieutenant-colonel et envoie l'aristocrate prussien en mission diplomatique auprès de la reine Victoria du Royaume-Uni.
Au printemps 1865, quand il est évident que la cause confédérée était perdue, Von Borcke rentre en Prusse.

## Les trois décennies suivantes
En 1866, Von Borcke s'illustre pendant la Guerre austro-prussienne : il fait partie de la suite du prince Frédéric-Charles de Prusse, neveu de Guillaume Ier d'Allemagne, lors de la bataille décisive de Königgrätz (Bohême, le 3 juillet 1866) et ses faits d'armes lui valent d'être décoré de l'Ordre de l'Aigle Rouge.
Marié (à Madeleine Honig), père de 3 garçons, souffrant de sa blessure au cou qui avait entraîné des complications pulmonaires, von Borcke quitte l'armée et reprend la vie de junker : il se consacre à la mise en valeur de son domaine de Sicht en Prusse Occidentale (actuelle Pologne). Après la mort de sa femme, von Bocke épouse sa belle-sœur et en eut une fille, qu'il appelle "Caroline-Virginie". Dans les grandes occasions, il faisait flotter le « «  Stars and Bars », le drapeau confédéré, au sommet du toit de son manoir. Nul doute que c'est le cas le 18 janvier 1871, lors du couronnement de Guillaume Ier (un des aboutissements de Otto von Bismarck, un autre junker) comme empereur de toutes les Allemagnes, dans la Galerie des Glaces du Palais de Versailles.
En 1884 il fait un pèlerinage en Virginie, et y retrouve ses amis : Wade Hampton III (ex-lieutenant général de la cavalerie confédérée), William Henry Fitzhugh Lee et l'ex major-general Matthew C. Butler.
En 1895 von Borcke meurt, à l'âge de 59 ans, apparemment des suites d'une infection, séquelle de sa blessure reçue à Middleburg en 1863.

## Œuvres littéraires de Heros von Borcke
- Heros von Borcke fit paraitre en 1867, chez Mittler & Sohn (Berlin) une relation de son séjour en Amérique : « Zwei Jahre in Sattel und am Feinde. Erinnerungen aus dem Unabhangigkeitskriege der Konföderierten ». (« Deux ans en selle face à l'ennemi… »), qui fut traduit en anglais (Edinburgh 1866), puis publié en Amérique sous le titre «  Memoirs of the Confederate War for Independence. ».

L'écrivain et journaliste pro-confédéré Douglass Southall Freeman, (1886-1953), qui écrivit une biographe en 4 volumes du généralissime Robert E. Lee mentionne von Borcke. Il dit qu'après avoir pensé à la lecture des mémoires de von Borcke que cet homme « était un vrai Baron de Münchhausen », il finit par réaliser que le prussien « était à mettre à part parmi les auteurs d'œuvres analogues, tant par son enthousiasme déclaré pour l'art de la guerre civilisée  -  que par sa description unique (car venant à la fois d'un européen et d'un aristocrate) de la Guerre de Sécession ».
Le livre a été réédité en 2002 dans la série « Southern Classics » par Sanders & Co, Nashville, (Tennessee),  (ISBN 1-879941-31-7).
- Von Borcke collabora avec Justus Scheibert, un officier du génie qu'il avait rencontré en Dixieland, pour écrire :"Die große Reiterschlacht bei Brandy Station 9. Juni 1863. Mit 6 Portraits, 5 Karten und 7 Vollbildern nach einem Kriegsskizzenbuch, gezeichnet von Schlachtenmaler C. Sellmer, Verlag Paul Kittel, Berlin 1893" ("La grande bataille de cavalerie de Brandy Station, juin 1863")
- "Mit Prinz Friedrich Karl. Kriegs- und Jagdfahrten und am häuslichen Herd", Verlag Paul Kittel, Berlin 1893 ("Avec le Prince Friedrich-Karl. Voyages de chasse et de guerre…")
- "Junges Blut" ("Jeune sang"), Verlag Paul Kittel, Berlin 1895
- "Auf dem Kriegspfade" ("Sur les sentiers de la guerre"), Verlag Paul Kittel, Berlin 1895

## De nos jours
- Un film américain Gods and Generals (« Dieux et Généraux »)  a été tourné en 2003 par Ronald F. Maxwell, d'après le livre éponyme de Jeff Shaara, avec Matt Lindquist dans le rôle de von Borcke. C'est la "prequel" du film Gettysburg tourné par Maxwell 10 ans plus tôt.
- Une association de descendants des vétérans de la Guerre de Sécession a ré-installé en 2008 une pierre tombale neuve sur la sépulture de Heros von Borcke à Giesenbrügge (elle avait été brisée par les bombes lors de la IIe Guerre Mondiale), en application du principe selon lequel tous les combattants américains ont droit à une sépulture digne.

## Point de vue technique sur l'armement de von Borcke
« The Firearms Technology Museum.org.au/…/von-borcke.htm » décrit les armes de von Borcke :
- son arme blanche ne serait pas le « pallash », le classique sabre de cavalerie prussien modèle 1816, mais plutôt « une large épée munie d'une garde de sabre de cavalerie, dont la lame avait 1 inch 5/8 (4,6 cm) de large et 42 inches (107 cm) de long », apparemment forgée sur commande à Solingen. Il n'est pas exclu que von Borsche ait eu plusieurs sabres (voir les deux photos de lui en pied, montrant deux armes blanches différentes).
- par ailleurs von Borcke aurait, avant de s'embarquer vers  Charleston, acheté en Angleterre plusieurs revolvers anglais Tranter (en) de gros calibre[N 5] destinés à être portés dans des étuis de ceinture et dans les fontes de sa selle  -  et aussi un « tromblon » (blunderbuss), un fusil de chasse à double canon, pouvant tirer des chevrotines ou de grosses balles de calibre de type « pumpkin » (citrouille).
- Il fit de plus « customiser » en Amérique un revolver pour en faire un « belly gun » (une arme de la dernière chance portée sous la chemise) : le canon et la crosse furent raccourcis et le chien limé pour ne pas se prendre dans les vêtements. Ce dernier revolver porte gravé : « Major Heros von Borcke, ANV-CSA » ce qui permet de dater la transformation (von Borcke fut nommé major en août 1862, et la confirmation par le Congrès confédéré date du 19 septembre 1862), et de déduire qu'elle correspond à un besoin né de l'expérience acquise au feu en 2 mois.